# Carnival Is Forever
Carnival Is Forever är Decapitateds femte studioalbum, utgivet i juli 2011 på etiketten Nuclear Blast. 

## Låtlista
All sångtext är skriven av Jarosław Szubrycht. 
| Nr           | Titel                  | Musik                                           | Längd |
| ------------ | ---------------------- | ----------------------------------------------- | ----- |
| 1.           | The Knife              | Wacław Kiełtyka, Witold Kiełtyka, Kerim Lechner | 4:31  |
| 2.           | United                 | Kiełtyka, Lechner                               | 5:24  |
| 3.           | Carnival Is Forever    | Kiełtyka, Kiełtyka, Lechner                     | 8:49  |
| 4.           | Homo Sum               | Kiełtyka, Kiełtyka, Lechner                     | 4:33  |
| 5.           | 404                    | Kiełtyka, Kiełtyka, Lechner                     | 5:08  |
| 6.           | A View from a Hole     | Kiełtyka, Lechner                               | 6:11  |
| 7.           | Pest                   | Kiełtyka, Kiełtyka, Lechner                     | 3:36  |
| 8.           | Silence (Instrumental) | Kiełtyka                                        | 4:18  |
| Total längd: | Total längd:           | Total längd:                                    | 42:30 |

## Medverkande
- Rafał "Rasta" Piotrowski – sång
- Wacław "Vogg" Kiełtyka – gitarr
- Filip "Heinrich" Hałucha – basgitarr
- Kerim "Krimh" Lechner – trummor